# Jean-Pierre Lola Kisanga
Jean-Pierre Lola Kisanga (* 10. Juni 1969 in Watsa; † 1. Dezember 2020 in Kinshasa) war ein kongolesischer Politiker.
Er war bis 2005 Minister der Demokratischen Republik Kongo für Hochschul- und Universitätsausbildung. Von 2005 bis 2007 war er Gouverneur der Provinz Orientale und von 2016 bis 2019 der Provinz Haut-Uele.